# Серно-Соловьевич, Александр Константинович
Александр Константинович Серно-Соловьевич (1834—1871) — российский педагог и общественный деятель.

## Биография
Родился в 1834 году.
С 1848 по 1857 год был старшим учителем русского языка и словесности в Ревельской гимназии. Здесь им была составлена «Практическая русская грамматика для немцев» изданная в 1858 году (6-е изд., испр. — Ревель: Ф. Клуге, 1880).
С 1857 по 1859 год был исправляющим должность инспектора казенных училищ Дерптского учебного округа, а в 1859 году стал инспектором и занимал этот пост до 1863 года, когда был назначен окружным инспектором Дерптского округа.
С 1865 по 1868 год Серно-Соловьевич состоял помощником попечителя Виленского учебного округа, а затем был переведён на такую же должность в Санкт-Петербургский учебный округ и состоял в ней до смерти. 
Умер 5 (17) февраля 1871 года в Санкт-Петербурге и был похоронен на Митрофаниевском кладбище.
По отзывам современников, как общественный деятель, Серно-Соловьевич отличался прямотой характера и усердным исполнением служебного долга.